# Callicarpa lamii
Callicarpa lamii är en kransblommig växtart som beskrevs av Takahide Hosokawa. Callicarpa lamii ingår i släktet Callicarpa och familjen kransblommiga växter. Inga underarter finns listade i Catalogue of Life.